# Porte (Italia)
Porte (Pòrte in piemontese, Las Pòrtas in occitano) è un comune italiano di 1 129 abitanti della città metropolitana di Torino in Piemonte.

## Geografia fisica
Porte si trova nei pressi dello sbocco della Val Chisone sulla pianura.

## Storia

### Simboli
Lo stemma e il gonfalone sono stati concessi con DPR del 19 gennaio 1959.
Il gonfalone è un drappo partito di giallo e di azzurro.

## Società

### Evoluzione demografica
Abitanti censiti

## Infrastrutture e trasporti
Porte è collegata a Torino mediante autocorse Arriva da Perosa Argentina che transitano da Pinerolo, dove è possibile accedere anche ai servizi ferroviari per il capoluogo.
Fino al 1968 la località era attraversata della tranvia Pinerolo-Perosa Argentina, che svolgeva servizio passeggeri e merci.

## Economia

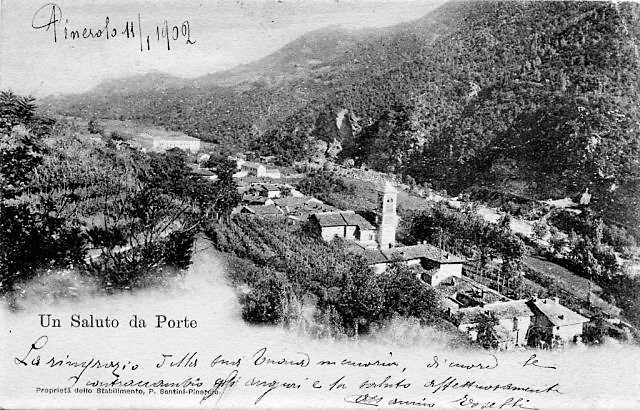
Panorama di Porte in una cartolina dell'inizio del XX secolo

Storicamente la località di Malanaggio è sede di uno stabilimento di macinazione di talco e grafite della Società Talco e Grafite Val Chisone, oggi Imerys Talc Italy. Fino ai primi anni del 2000 vicino all'attuale municipio vi era lo stabilimento della MARTIN & C, produttrice di sfere di precisione, che in seguito allo spostamento dell'azienda a Perosa Argentina fu demolito e sostituito da un condominio.

## Amministrazione

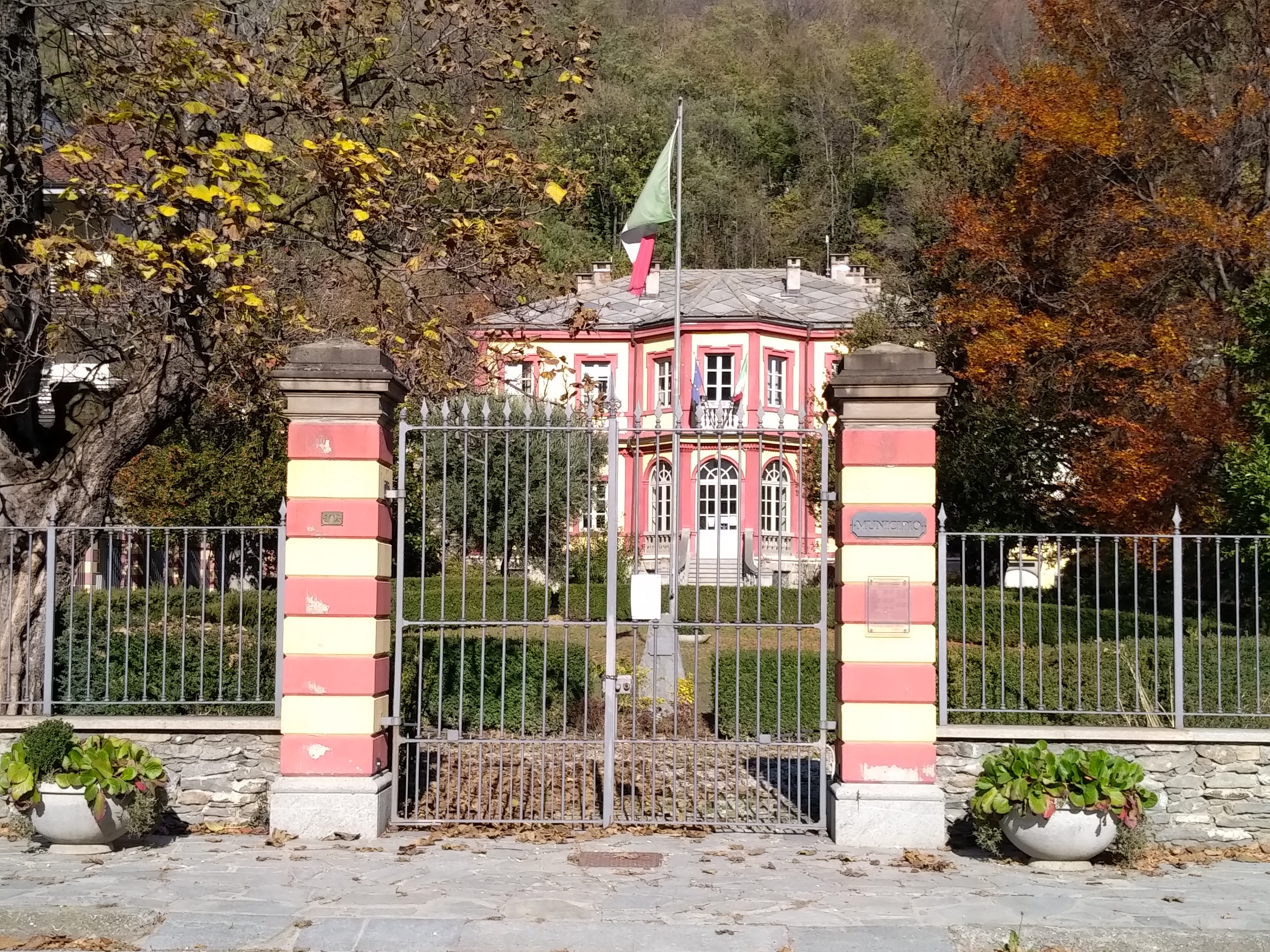
Il municipio

Di seguito è presentata una tabella relativa alle amministrazioni che si sono succedute in questo comune.
| Periodo        | Periodo         | Primo cittadino  | Partito                     | Carica      | Note  |
| -------------- | --------------- | ---------------- | --------------------------- | ----------- | ----- |
| 24 luglio 1985 | 9 giugno 1990   | Elda Gasco       | lista civica                | Sindaco     | [ 7 ] |
| 9 giugno 1990  | 24 aprile 1995  | Giancarlo Griot  | Partito Socialista Italiano | Sindaco     | [ 7 ] |
| 24 aprile 1995 | 14 giugno 1999  | Giancarlo Griot  | centro-sinistra             | Sindaco     | [ 7 ] |
| 14 giugno 1999 | 14 giugno 2004  | Laura Zoggia     | centro-sinistra             | Sindaco     | [ 7 ] |
| 14 giugno 2004 | 9 gennaio 2006  | Pasquale Macchia | Alleanza Nazionale          | Sindaco     | [ 7 ] |
| 9 gennaio 2006 | 6 febbraio 2006 | Antonio Bellomo  |                             | Comm. pref. | [ 7 ] |
| 30 maggio 2006 | 16 maggio 2011  | Laura Zoggia     | lista civica                | Sindaco     | [ 7 ] |
| 16 maggio 2011 | 5 giugno 2016   | Laura Zoggia     | lista civica                | Sindaco     | [ 7 ] |
| 5 giugno 2016  | 4 ottobre 2021  | Laura Zoggia     | lista civica                | Sindaco     | [ 7 ] |
| 4 ottobre 2021 | in carica       | Simone Gay       | lista civica                | Sindaco     | [ 7 ] |

### Altre informazioni amministrative
Il comune fa parte dell'Unione Montana Valli Chisone e Germanasca.